# Politique étrangère de la Papouasie-Nouvelle-Guinée
La politique étrangère de la Papouasie-Nouvelle-Guinée reflète l'histoire et la géographie de ce pays océanien. La Papouasie-Nouvelle-Guinée maintient ses relations diplomatiques les plus proches avec l'Australie (ancienne puissance coloniale) et les pays mélanésiens. Il y a, par contre, relativement peu de contacts diplomatiques entre la Papouasie-Nouvelle-Guinée et le seul pays frontalier : l'Indonésie.
La Papouasie-Nouvelle-Guinée entretient des relations diplomatiques avec 56 États. Outre son haut-commissariat à Londres, une mission permanente auprès de l'Union européenne à Bruxelles, une ambassade à Washington et une mission permanente auprès des Nations unies à New York, toutes les ambassades papou-néo-guinéennes se trouvent initialement en Océanie (Canberra, Suva, Wellington, Honiara) et en Asie (Beijing, Jakarta, Tokyo, Kuala Lumpur, Manille). Début 2023, la Papouasie-Nouvelle-Guinée a des ambassades dans vingt pays étrangers, et compte en ouvrir aux Émirats arabes unies, en Israël, en Suisse et en Thaïlande.
En outre, la Papouasie-Nouvelle-Guinée est membre de diverses organisations régionales, dont la Coopération économique pour l'Asie-Pacifique (APEC), le Forum régional de l'ASEAN, la Communauté du Pacifique Sud, le Forum des îles du Pacifique et le Groupe mélanésien Fer de lance.
Sous le gouvernement de Sir Michael Somare, la Papouasie-Nouvelle-Guinée s'est évertuée à focaliser l'attention de la communauté internationale sur des problèmes tels que le changement climatique et la déforestation.
La Papouasie-Nouvelle-Guinée est membre de l'accord de Nauru.

## Relations bilatérales particulières

### États-Unis
Un traité signé avec les États-Unis autorise les navires américains à pêcher dans les eaux papou-néo-guinéennes, en échange d'une aide américaine au développement. Les relations avaient initialement été tendues en raison de la pêche illégale pratiquée par des navires américains.
En décembre 2007, à la conférence internationale de Bali sur le changement climatique, le délégué de Papouasie-Nouvelle-Guinée, Kevin Conrad, interpelle la déléguée américaine : « Nous souhaitons que vous nous guidiez. Mais si, pour quelque raison que ce soit, vous n'êtes pas disposés à le faire, alors au moins laissez-nous faire. S'il vous plaît, ôtez-vous de notre chemin. »,, Cette remarque est reçue avec un tonnerre d'applaudissements, et la presse internationale s'en empare, suggérant qu'il faut y voir la clef du revirement (cinq minutes plus tard) de la position américaine.

### Fidji
En novembre 2005, il s'avère que des mercenaires fidjiens opèrent sur l'île de Bougainville, où ils apportent des armes et un entraînement au combat à des rebelles. En conséquence, les relations diplomatiques se refroidissent entre Port Moresby et Suva.

### Australie
L'Australie demeure en 2020 le « principal partenaire politique, économique et commercial » de la Papouasie-Nouvelle-Guinée, « même si les relations avec d’autres partenaires, notamment asiatiques, se développent rapidement ». La Papouasie-Nouvelle-Guinée bénéficie d'une importante aide au développement fournie par l'Australie. Avec le début en 2001 de la « solution du Pacifique », politique consistant pour l'Australie à envoyer vers des camps de détention dans des pays océaniens les demandeurs d’asile arrivés par bateau et sans visa dans ses eaux territoriales, la Papouasie-Nouvelle-Guinée héberge un centre de détention de ces migrants et de traitement de leurs demandes d'asile, sur l’île de Manus. Jugé anticonstitutionnel par la Cour suprême de Papouasie-Nouvelle-Guinée en 2016, le centre est fermé en 2017.

### Israël
En septembre 2023, le Premier ministre James Marape fait de la Papouasie-Nouvelle-Guinée le cinquième pays (après les États-Unis, le Guatemala, le Honduras et le Kosovo) à établir son ambassade auprès d'Israël à Jérusalem au lieu de Tel-Aviv, prenant ainsi position sur la question du statut de Jérusalem, qu'Israël revendique comme sa capitale mais que la communauté internationale considère comme devant être partagée entre Israël et un futur État palestinien. James Marape ouvre en personne la nouvelle ambassade le 5 septembre, en présence du Premier ministre israélien Benyamin Netanyahou qu'il loue comme « le grand gardien des valeurs morales qui ont été données à l'humanité » par Dieu. James Marape déclare : « Pour nous qui nous disons chrétiens, nous ne pouvons pas respecter pleinement Dieu à moins de reconnaître que Jérusalem est la capitale universelle du peuple et de la nation d'Israël ». Dans le même temps, il propose de créer une zone économique spéciale pour les entreprises israéliennes qui investiraient en Papouasie-Nouvelle-Guinée.